# ジェームズ・F・コールマン
ジェームズ・F・コールマン（James F.“Skeets”Coleman、1918年生まれ ）はアメリカ合衆国のテスト・パイロットである。コンベアのテスト・パイロットを務め、垂直離着陸実験機 XFY-1 ポゴで、1954年に垂直離陸し、水平飛行に移行し、再び垂直飛行に移行する一連の飛行に成功した。1954年に年度に最も顕著な飛行したパイロットに贈られる、ハーモン・トロフィーを受賞した。
1941年に海兵隊に従軍した。1947年にカリフォルニア大学ロサンジェルス校を卒業した。1952年からジェネラル・ダイナミクスのコンベア部門のテストパイロットとなった。コンベア各種の機体の試験飛行を行った。垂直離着陸実験機 XFY-1 ポゴの初飛行を行い、垂直離陸から水平飛行に移行に成功した。その後、ノース・アメリカンやフェアチャイルドなどで働いた。